# Ronald Creagh
Pour les articles homonymes, voir Creagh.
Ronald Creagh, né le 16 juin 1929 à Alexandrie (royaume d'Égypte) et mort le 8 septembre 2023, à Montpellier, est un sociologue britannique naturalisé français, professeur de civilisation américaine à Montpellier et historien du mouvement libertaire.
Il produit plusieurs travaux de référence dans le domaine de l’histoire des idées politiques, des utopies ou des imaginaires sociaux. Son ouvrage le plus notoire est une Histoire de l'anarchisme aux États-Unis d'Amérique : les origines, 1826-1886, publié en 1981.

## Biographie
Ronald Creagh soutient sa thèse de troisième cycle à l'École pratique des hautes études en 1967 et sa thèse d'État en 1978 à l'université Paris-I.
Il habite Montpellier, où il enseigne la civilisation américaine à l’université Paul-Valéry. Il anime le site web Recherche sur l'anarchisme, participe à la revue Réfractions depuis sa création à l'hiver 1997 et à Divergences, revue libertaire internationale bimensuelle en ligne.
Il est aussi membre du comité de rédaction de plusieurs revues dont Utopian Studies ainsi que des sites Dissertations (« Thèses mémoires sur l’anarchisme »), Élisée Reclus, Max Cafard, et de listes de discussion du même nom.

## Œuvres
- Éditeur scientifique, The American press, textes sélectionnés et présentés par Ronald Creagh, Paris (France), Masson, 1973. 96 p.
- Histoire de l'anarchisme aux États-Unis d'Amérique : les origines, 1826-1886, Claix (France) : Pensée sauvage, 1981 Distr. Atelier de création libertaire, Lyon.
- L'Anarchisme aux États-Unis, Berne - Francfort-sur-le-Main-New York [etc.], Peter Lang, 1983. 2 vol., 1164 p.
- Laboratoires de l’Utopie, Les Communautés libertaires aux États-Unis, Payot, 1983
- Sacco et Vanzetti, Paris (France): La Découverte, 1984. 273 p.
- Quand le Coq rouge chantera. Anarchistes français et italiens aux États-Unis d’Amérique. Bibliographie, en collab. avec R. Bianco et N. Perrot, Marseille-Montpellier (France), Culture et Liberté-CIRCAN, [1986] 93 p.; rééd. Marseille, Culture et Liberté, 2005. 93 p
- Nos Cousins d'Amérique - Histoire des Français aux États-Unis, Payot, décembre 1988.
- Ed. scientifique, Les Français des États-Unis : d'hier à aujourd'hui : actes du 1er Colloque international sur les Français des États-Unis, Montpellier (France), Université Paul Valéry/Éditions Espaces 34, 1995. 420 p.
- La Déférence, l’insolence anarchiste et la démocratie, Édition et diffusion de l'Aide mutuelle, Montréal 1998, 27 p.
- Francophonie et recherche sur les réseaux électroniques de communications: Intenret et World Wide Web. Rapport pour les Services culturels de l’Ambassade du Canada à Paris, Montpellier: Université Paul-Valéry. Centre d’information et de recherche sur les cultures d’Amérique du Nord. Il, 149 feuillets; 30 cm. Un exemplaire à: Bibliothèque et Archives Canada, Ottawa IEC/CASF (HD-IEC) Coll. De préservation/(HD-CSF) Reservation Coll.
- Terrorisme : entre spectacle et sacré, éléments pour un débat, Atelier de création libertaire, Lyon: 2001. 42 p.
- L'Affaire Sacco et Vanzetti, Paris, Éditions de Paris, 2004. 259 p.
- L’Imagination dérobée, Atelier de création libertaire, Lyon, 2006.
- Utopies américaines, expériences libertaires du XIXe siècle à nos jours, Éditions Agone, Marseille, 2009, 398 p.
- Sacco et Vanzetti,  co-auteur Franck Thiriot, Paris-Bruxelles, Éditions du Monde libertaire-Ed. Alternative libertaire, 2001. 48 p. ; rééd. 2014.
- Les Zanars. 1. Aldine. Illustr. Diane Bianca Bonfils. Lyon, Atelier de création libertaire, 2014. 48 p.
- Ronald Creagh et Christophe Deschler ed. scientifiques, Élisée Reclus. Lettres à Clarisse. Paris : Éditions Classiques Garnier (Série Le dix-neuvième siècle, no 11, dirigée par Fabienne Bercegol), 2018.182 p.
- Les États-Unis d’Élisée Reclus, Atelier de création libertaire, Lyon, 2019, 192 p.

### Éditeur scientifique
- The American Press, Textes sélectionnés et présentés par Ronald Creagh, Paris : Masson, 1973. IV- 96 p. couv. Ill.
- Les Français des États-Unis : d'hier à aujourd'hui. Actes du 1er Colloque international sur les Français des États-Unis, Montpellier, Université Paul Valéry/Éditions Espaces 34 (Collection Espace International), 1995. 420 p. Inclut : La Révolution et les Français des États-Unis p. 165-188.
- Philosophie & anarchisme . Daniel Colson, Ronald Creagh, Vivien García... [et al.] ; textes rassemblés et présentés par Mimmo Pucciarelli. Lyon : Atelier de création libertaire, 2009. (55 p. ill., couv. ill. en coul. ; 21 cm. (textes issus d'une série de rencontres organisées au CEDRATS, Centre de documentation et de recherche sur les alternatives sociales le 22 novembre 2008.)
- Jean-Paul Bord, Raffaele Cattedra, Ronald Creagh, Jean-Marie Miossec et Georges Roques, éd., Élisée Reclus-Paul Vidal e la Blache. Le géographie, la cité et le monde, hier et aujourd’hui. Autour de 1905. Éditions L'Harmattan, 2009. 314 p.  (ISBN 9782296101012)

### Articles
- Mystère au Massachusetts, in Sacco et Vanzetti, Itinéraire : une vie, une pensée, no 2, décembre 1987, 36 pages, notice.
- Au-delà du droit, Réfractions, no 6, automne 2000, texte intégral.
- Anarchisme et politique mondiale. À propos du Colloque de Bristol (Juin 2010), Réfractions, automne 2010, texte intégral.
- La déférence, l'insolence anarchiste et la postmodernité, L'Homme et la Société, no 123-124, 1997, p. 131–148, lire en ligne.

## Traduction
- Sociobiologie ou Écologie sociale, Murray Bookchin, Lyon, Atelier de création libertaire, 1983.

### Fonds d'archives
- Fonds Ronald Creagh (1970-1991) [1,1 ml].  Cote : 9 J. Montpellier : Archives départementales de l'Hérault (présentation en ligne).